# Plan Morgenthau
El llamado Plan Morgenthau fue una de las propuestas para ocupar Alemania al ser derrotado este país en la Segunda Guerra Mundial. Consistió en una serie de severas medidas hacia la Alemania derrotada, desposeyéndola tras la guerra de todo su potencial industrial, cuyo objetivo era evitar que un Estado alemán alcanzara suficiente poder militar para volver a atacar a alguno de sus vecinos. Este plan fue propuesto en 1944 por el entonces secretario del Tesoro de los Estados Unidos, Henry Morgenthau Jr. El Plan Morgenthau sería rechazado a favor de la llamada línea Óder-Neisse, que definió las actuales fronteras alemanas.

## Contenido
Los principales aspectos del Plan Morgenthau eran los siguientes:
- La Alta Silesia y las 2/3 partes de Prusia Oriental serían cedidas a Polonia.
- La Unión Soviética recibiría el tercio norte de Prusia Oriental.
- La región del Ruhr y todo el territorio al norte del canal de Kiel (Schleswig-Holstein) se convertirían en zonas internacionales, gobernadas por una organización internacional establecida por la Organización de las Naciones Unidas.
- La región del Sarre sería anexada a Francia.
- El resto de Alemania sería dividido en dos estados:

- Alemania del Norte: abarcaría a Sajonia, Turingia y los territorios del Reino de Prusia que no habían sido entregados a Polonia.
- Alemania del Sur: abarcaría a Baviera, Württemberg y Baden.

## Desarrollo fallido
El presidente de los Estados Unidos, Franklin Delano Roosevelt fue convencido por Morgenthau para que le presentase el plan al premier británico Winston Churchill en una conferencia en Quebec, el 16 de septiembre de 1944. Churchill inicialmente estuvo renuente a firmar un documento, pero fue disuadido y se firmó un memorando donde se indicaba que en el futuro, debería buscarse la manera de eliminar las industrias armamentísticas de Alemania en las regiones del Ruhr y del Sarre.
No obstante, el plan se filtró a la prensa, y la negativa reacción del pueblo estadounidense al mismo obligó a Roosevelt a distanciarse públicamente del Plan Morgenthau, si bien en futuras conferencias intentaría reintroducir algunos puntos.
Al conocerse el plan en Alemania, el ministro de Propaganda, Joseph Goebbels, utilizó estos planes estadounidenses para explotar el nacionalismo alemán, ya que argumentaba que continuar la guerra era la única manera posible de mantener el Estado alemán. El resultado fue un recrudecimiento de la resistencia alemana, lo que vino a reforzar en EE. UU. la opinión desfavorable a dicho plan.
Al disminuir la influencia de Morgenthau ante el presidente Roosevelt, se empezó a ver el Plan Morgenthau como una solución que entregaría un Estado alemán débil a la Unión Soviética, por lo que los aliados occidentales lo rechazaron. No obstante, durante la ocupación aliada de Alemania, se aplicaría un programa de desindustrialización, cuyo principal resultado sería la disminución de la producción de acero alemana.